# Lissochlora albociliaria
Lissochlora albociliaria là một loài bướm đêm trong họ Geometridae.